# Meurthe-et-Moselle
Meurthe-et-Moselle (oznaka 54) je francoski departma ob meji z Belgijo in Luksemburgom, imenovan po rekah Meurthe in Mozeli, ki tečeta skozenj. Nahaja se v regiji Loreni.

## Zgodovina
Departma je bil ustanovljen ob koncu francosko pruske vojne 7. septembra 1871 iz delov ozemelj predhodnjih departmajev Meurthe in Moselle, ki so po Frankfurtskem miru ostala Franciji. Sedanja meja z departmajem Moselle je bila med letoma 1871 in 1919 meja med Francijo in Nemčijo.

## Geografija
Meurthe-et-Moselle (Meurthe in Mozela) leži v središču Lorene, obkrožena na vzhodu z Moselle in alzaškim Spodnjim Renom, na jugu z Vogezi, na zahodu z Meuse, medtem ko na severu meji z Belgijo in Luksemburgom. 
Od severa proti jugu se razprostira v dolžini 130 kilometrov oziroma od 7 do 103 kilometre od zahoda proti vzhodu.
Ostali pomembnejši kraji v departmaju so: Longwy, Pont-à-Mousson in Villerupt.
Reke, ki tečejo po območju departmaja, so: Mozela, Meurthe, Chiers, Seille in Vezouze.